# Sebastian Boenisch

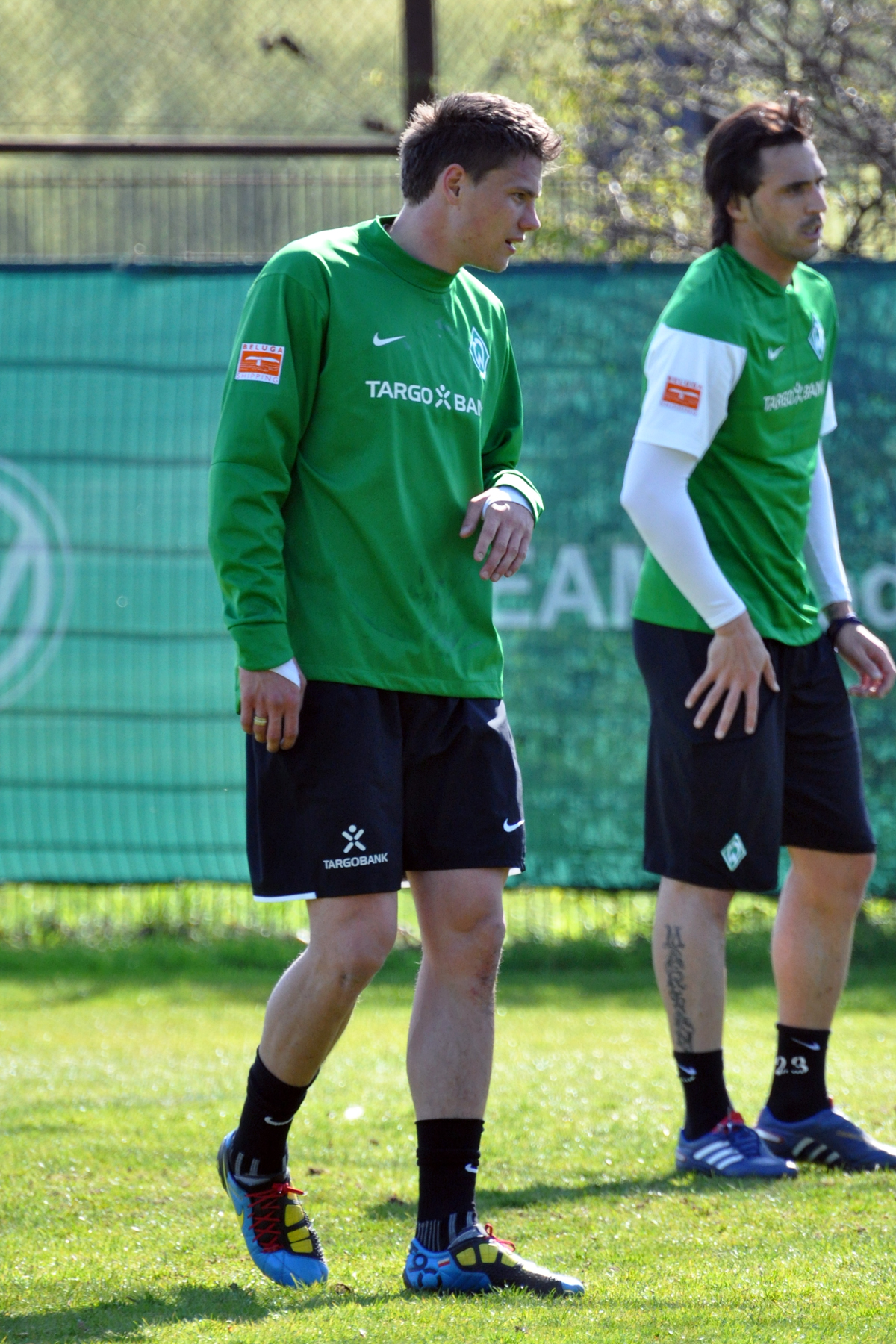
Sebastian Boenisch (z lewej) podczas treningu Werderu (2010)

Sebastian Boenisch (ur. 1 lutego 1987 w Gliwicach jako Sebastian Pniowski) – niemiecko-polski piłkarz, występujący na pozycji obrońcy, od 2021 menadżer piłkarski.  
W latach 2010–2013 reprezentant Polski i młodzieżowy reprezentant Niemiec. Posiada obywatelstwo polskie i niemieckie.

## Życie prywatne
Jego prababcia Eleonora Boenisch była Ślązaczką niemieckiego pochodzenia, samotnie wychowującą sześcioro dzieci (jej mąż nie wrócił z wojny), w wyniku administracyjnej presji zmieniła nazwisko na Pniowska. Dziadek Sebastiana pracował w gliwickiej kopalni. Ojciec Sebastiana, Peter Boenisch (także jako Piotr Pniowski) początkowo mieszkał z rodziną w dzielnicy Sośnica. Jego syn urodził się w 1987 roku jako Sebastian Pniowski. Rok później Boenisch wraz z całą rodziną przeniósł się do Niemiec. Najpierw wraz z rodzicami przebywał w obozie dla uchodźców niedaleko Dortmundu, zaś po akceptacji formalności, gdy władze niemieckie przywróciły rodzinie nazwisko Boenisch, przeniósł się do miejscowości Heiligenhaus niedaleko Essen.

## Kariera

### Kariera klubowa
Boenisch zaczynał swoją karierę w klubie SSVg Heiligenhaus, później grał też w klubie Borussia Velbert i Rot-Weiß Oberhausen. W 2003 roku został piłkarzem FC Schalke 04. W sezonie 2005/2006 Boenisch z jedenastoma bramkami na koncie, został 3 najlepszym strzelcem ligi juniorów.
W Bundeslidze zadebiutował 11 lutego 2006 roku w wygranym 7:4 meczu przeciwko Bayer 04 Leverkusen. Zaledwie 5 dni później rozegrał swój pierwszy mecz w Pucharze UEFA przeciwko Espanyol Barcelona.
W maju 2007 przedłużył kontrakt z FC Schalke 04 do 2010 roku. Niestety od początku sezonu nie dostał się do 18-osobowej kadry meczowej Schalke i jeszcze w sierpniu tego samego roku przeniósł się do Werder Brema. W klubie z Bremy ze względu na swoją lepszą nogę zazwyczaj występuje na lewej obronie, może także występować jako prawy i środkowy obrońca.
We wrześniu 2010 roku odniósł ciężką kontuzję kolana, po której do pełni zdrowia miał wrócić w grudniu roku 2011. Zgodnie z przewidywaniami, Boenisch w drugiej połowie grudnia powrócił do treningów.
Po kontuzji początkowo występował w grających w trzeciej lidze rezerwach Werderu, po czym przeniósł się na ławkę rezerwowych pierwszej drużyny. W zimowym oknie tranferowym 2012 Przegląd Sportowy podał informację o zainteresowaniu Polonii Warszawa wypożyczeniem obrońcy, jednak transfer nie doszedł do skutku. Po wielomiesięcznej absencji, Boenisch pojawił się na boisku w barwach Werderu dopiero 24 marca 2012 roku, kiedy to w końcówce meczu z Augsburgiem zmienił Toma Trybulla.
30 czerwca 2012 wygasł kontrakt Boenischa z Werderem Brema, a sam zawodnik odrzucił propozycję przedłużenia go. Od tego czasu pozostawał bez klubu do listopada, kiedy podpisał kontrakt z Bayerem 04 Leverkusen do końca sezonu 2012/2013. W zespole z Leverkusen zadebiutował 11 listopada w meczu z Wolfsburgiem, kiedy w przerwie wszedł na boisko z ławki rezerwowych.
Swojego pierwszego gola dla Bayeru zdobył 19 stycznia w ligowym meczu z Eintrachtem Frankfurt. 6 października 2016 podpisał dwuletni kontrakt z niemieckim drugoligowym klubem TSV 1860 Monachium.

### Kariera reprezentacyjna
Początkowo Boenisch reprezentował kadrę Niemiec do lat 21.

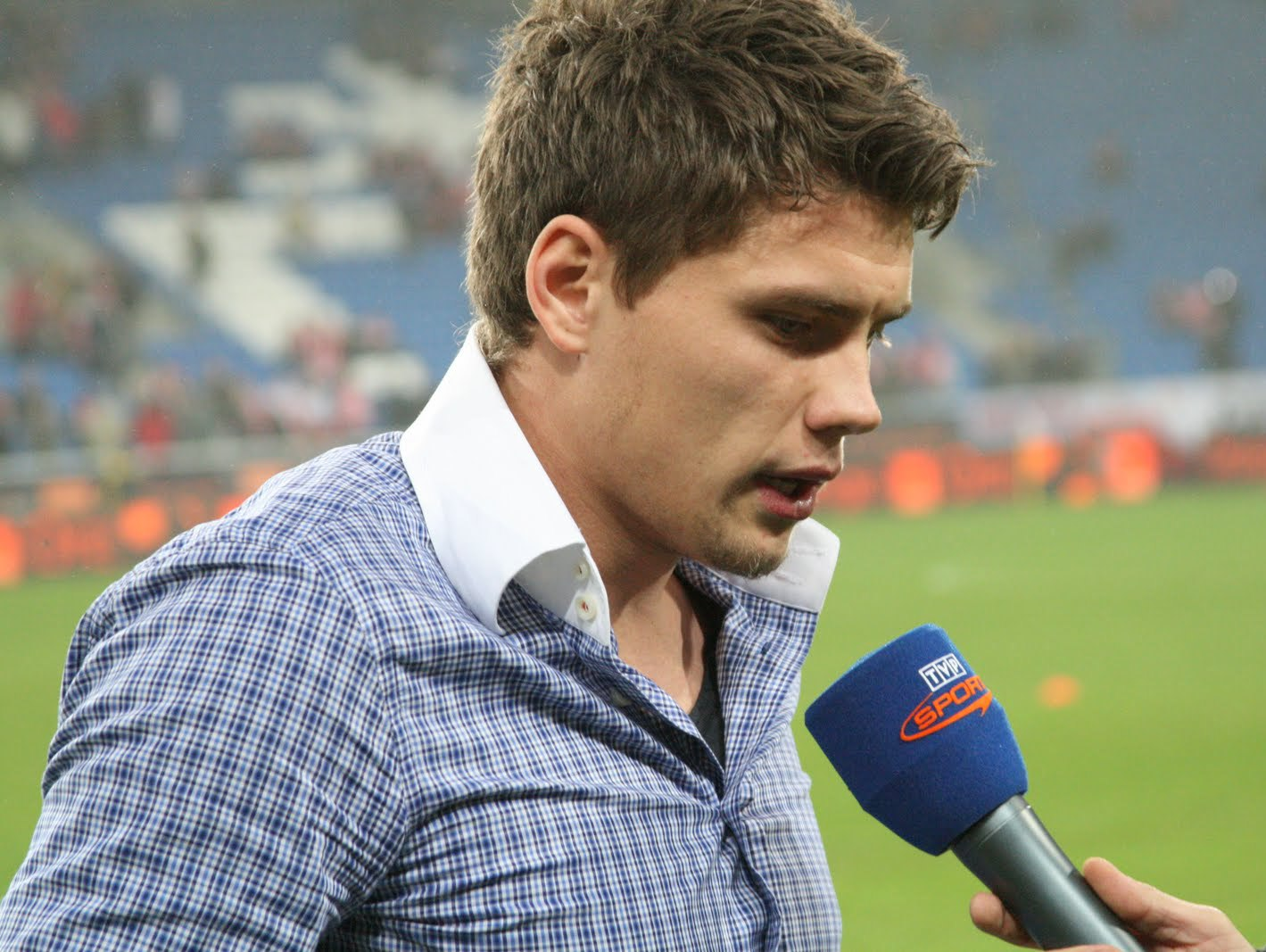
Boenisch w 2010 roku

Ostatecznie zdecydował się na grę w seniorskiej reprezentacji Polski. 20 sierpnia 2010 roku trener polskiej kadry, Franciszek Smuda, powołał go na towarzyskie spotkania z Ukrainą i Australią. Zadebiutował w kadrze Polski 4 września 2010 roku w meczu z Ukrainą.
W lutym 2012 roku Boenisch po raz pierwszy po poważnej kontuzji otrzymał powołanie do kadry na mecz z Portugalią, pomimo iż od września 2010 roku nie zagrał w żadnym oficjalnym meczu Werderu Brema.
Podczas Euro 2012 wystąpił w pełnym wymiarze we wszystkich trzech meczach polskiej reprezentacji.
| Mecze i gole w reprezentacji | Mecze i gole w reprezentacji | Mecze i gole w reprezentacji | Mecze i gole w reprezentacji | Mecze i gole w reprezentacji | Mecze i gole w reprezentacji | Mecze i gole w reprezentacji |
| #                            | Data                         | Miasto                       | Przeciwnik                   | Gol                          | Wynik                        | Rozgrywki                    |
| ---------------------------- | ---------------------------- | ---------------------------- | ---------------------------- | ---------------------------- | ---------------------------- | ---------------------------- |
| 1.                           | 04.09.2010                   | Łódź                         | Ukraina                      |                              | 1:1                          | towarzyski                   |
| 2.                           | 07.09.2010                   | Kraków                       | Australia                    |                              | 1:2                          | towarzyski                   |
| 3.                           | 29.02.2012                   | Warszawa                     | Portugalia                   |                              | 0:0                          | towarzyski                   |
| 4.                           | 22.05.2012                   | Klagenfurt                   | Łotwa                        |                              | 1:0                          | towarzyski                   |
| 5.                           | 26.05.2012                   | Klagenfurt                   | Słowacja                     |                              | 1:0                          | towarzyski                   |
| 6.                           | 02.06.2012                   | Warszawa                     | Andora                       |                              | 4:0                          | towarzyski                   |
| 7.                           | 08.06.2012                   | Warszawa                     | Grecja                       |                              | 1:1                          | Euro 2012                    |
| 8.                           | 12.06.2012                   | Warszawa                     | Rosja                        |                              | 1:1                          | Euro 2012                    |
| 9.                           | 16.06.2012                   | Wrocław                      | Czechy                       |                              | 0:1                          | Euro 2012                    |
| 10.                          | 06.02.2013                   | Dublin                       | Irlandia                     |                              | 0:2                          | towarzyski                   |
| 11.                          | 22.03.2013                   | Warszawa                     | Ukraina                      |                              | 1:3                          | elim. MŚ 2014                |
| 12.                          | 04.06.2013                   | Kraków                       | Liechtenstein                |                              | 2:0                          | towarzyski                   |
| 13.                          | 06.09.2013                   | Warszawa                     | Czarnogóra                   |                              | 1:1                          | elim. MŚ 2014                |
| 14.                          | 10.09.2013                   | Serravalle                   | San Marino                   |                              | 5:1                          | elim. MŚ 2014                |

## Osiągnięcia
Klubowe
- Puchar Niemiec: 2009 z Werderem Brema

Reprezentacyjne
- Mistrzostwo Europy U-21: 2009 z Niemcami